# Roca de l'Estret
La Roca de l'Estret és una muntanya de 1.634 metres que es troba al municipi de Farrera, a la comarca del Pallars Sobirà.